# Trio per a piano (Smetana)
El Trio per a piano en sol menor, op. 15, va ser compost per Bedřich Smetana el 1855 després de la mort de la seva filla Bedřiška. La primera representació va tenir lloc el 3 de desembre de 1855, a la Sala Konvikt de Praga; el violinista fou Antonin Bennewitz, el violoncel·lista Julius Goltermann i el mateix pianista Smetana.

## Moviments
El Trio consta de tres moviments amb una durada d'uns 29 minuts:
- I.	Moderato assai
- II. Allegro, ma non agitato - Alternativo I. Andante - Alternativo II. Maestoso
- III. Finale. Presto

## Origen i context
Un any abans de compondre el Trio en sol menor, Smetana va començar el seu autoexili a Suècia. L'11 d'octubre de 1856, després d'escriure als seus pares que «Praga no volia reconèixer-me, per tant, la vaig deixar», va partir cap a Göteborg. Va ser un moment infeliç per a Smetana i la seva dona Katerina, i no només perquè l'escola de música privada que operava a Praga va ser un fracàs econòmic. Després del seu matrimoni el 1849, els Smetana havien tingut quatre filles; tres van morir abans que la família decidís traslladar-se a Göteborg. La mort el 6 de setembre de 1855 de la primogènita Bedřiška va colpejar al compositor d'una manera especialment dura. Immediatament, es va posar a treballar en una composició que serviria com a homenatge al talent musical de Bedřiška i com a sortida per a un dolor extrem. Dos mesos després el trio estava acabat. Per acumular misèria sobre la desgràcia, l'esposa de Smetana, Katerina, donaria a llum una altra filla poc després de la mort de Bedřiška, i aquesta nena viuria només vuit mesos.
El seu estil és similar al de Robert Schumann, amb tocs de Liszt i el to general és elegíac.